# La malattia dei minatori
La malattia dei minatori è un documentario italiano del 1913 realizzato da Gianni Palazzolo.